# 格倫維爾 (內布拉斯加州)
格倫維爾（英語：Glenvil）是位於美國內布拉斯加州克萊縣的村。

## 人口
根據2020年美國人口普查的數據，格倫維爾的面積為0.45平方千米，皆為陸地。當地共有人口267人，而人口密度為每平方千米593人。